# Gianni Comandini
Gianni Comandini (* 18. května 1977 Cesena, Itálie) je bývalý italský fotbalový útočník.

## Reprezentační kariéra
Comandini reprezentoval Itálii již v mládežnických výběrech. V roce 2000 byl členem týmu U21, jenž získal zlaté medaile na Mistrovství Evropy hráčů do 21 let konaném na Slovensku. Střelecky se prosadil v utkání 27. května proti Anglii, pomohl tak k výhře 2:0.
Hrál následně i na Letních olympijských hrách v Sydney, kde Itálie vypadla ve čtvrtfinále se Španělskem po výsledku 0:1.

## Hráčská statistika
| Sezóna  | Klub           | Liga     | Liga   | Liga | Ligové poháry | Ligové poháry | Ligové poháry | Kontinentální poháry | Kontinentální poháry | Kontinentální poháry | Celkem | Celkem |
| Sezóna  | Klub           | Soutěž   | Zápasy | Góly | Soutěž        | Zápasy        | Góly          | Soutěž               | Zápasy               | Góly                 | Zápasy | Góly   |
| ------- | -------------- | -------- | ------ | ---- | ------------- | ------------- | ------------- | -------------------- | -------------------- | -------------------- | ------ | ------ |
| 1995/96 | AC Cesena      | Serie B  | 1      | 0    | IP            | 0             | 0             | -                    | 0                    | 0                    | 1      | 0      |
| 1996/97 | Montevarchi    | Serie C1 | 28     | 3    | -             | 0             | 0             | -                    | 0                    | 0                    | 28     | 3      |
| 1997/98 | AC Cesena      | Serie C1 | 26     | 6    | IP            | 1             | 0             | -                    | 0                    | 0                    | 27     | 6      |
| 1998/99 | AC Cesena      | Serie B  | 36     | 14   | IP            | 4             | 0             | -                    | 0                    | 0                    | 40     | 14     |
| 1999/00 | Vicenza Calcio | Serie B  | 34     | 20   | IP            | 3             | 3             | -                    | 0                    | 0                    | 37     | 23     |
| 2000/01 | AC Milán       | Serie A  | 13     | 2    | IP            | 1             | 0             | LM                   | 4*                   | 1*                   | 18     | 3      |
| 2001/02 | Atalanta BC    | Serie A  | 30     | 4    | IP            | 3             | 1             | -                    | 0                    | 0                    | 33     | 5      |
| 2002/03 | Atalanta BC    | Serie A  | 10     | 3    | IP            | 1             | 1             | -                    | 0                    | 0                    | 11     | 4      |
| 2003/04 | Atalanta BC    | Serie B  | 6      | 0    | IP            | 0             | 0             | -                    | 0                    | 0                    | 6      | 0      |
| 2004    | Janov CFC      | Serie B  | 10     | 1    | IP            | 0             | 0             | -                    | 0                    | 0                    | 10     | 1      |
| 2004/05 | Atalanta BC    | Serie A  | 2      | 0    | IP            | 1             | 1             | -                    | 0                    | 0                    | 3      | 1      |
| 2005    | Ternana Calcio | Serie B  | 7      | 1    | IP            | 0             | 0             | -                    | 0                    | 0                    | 7      | 1      |
| Celkově | Celkově        | Celkově  | 203    | 54   | -             | 14            | 6             | -                    | 4                    | 1                    | 221    | 61     |

Poznámky
- i s předkolem.

## Úspěchy

### Klubové
- 1× vítěz 2. italské ligy (1999/00)

### Reprezentační
- 1x na ME 21 (2000 – zlato)
- 1x na OH (2000)